# Zofia Nałkowska

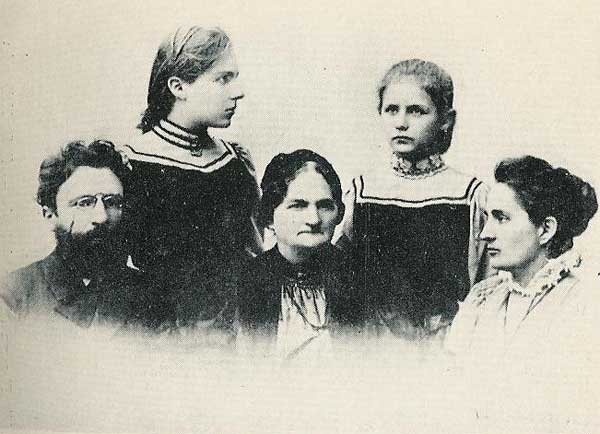
Rodzina Nałkowskich. Siedzą od lewej Wacław Nałkowski, jego teściowa i żona Anna. Stoją córki: Zofia i Hanna

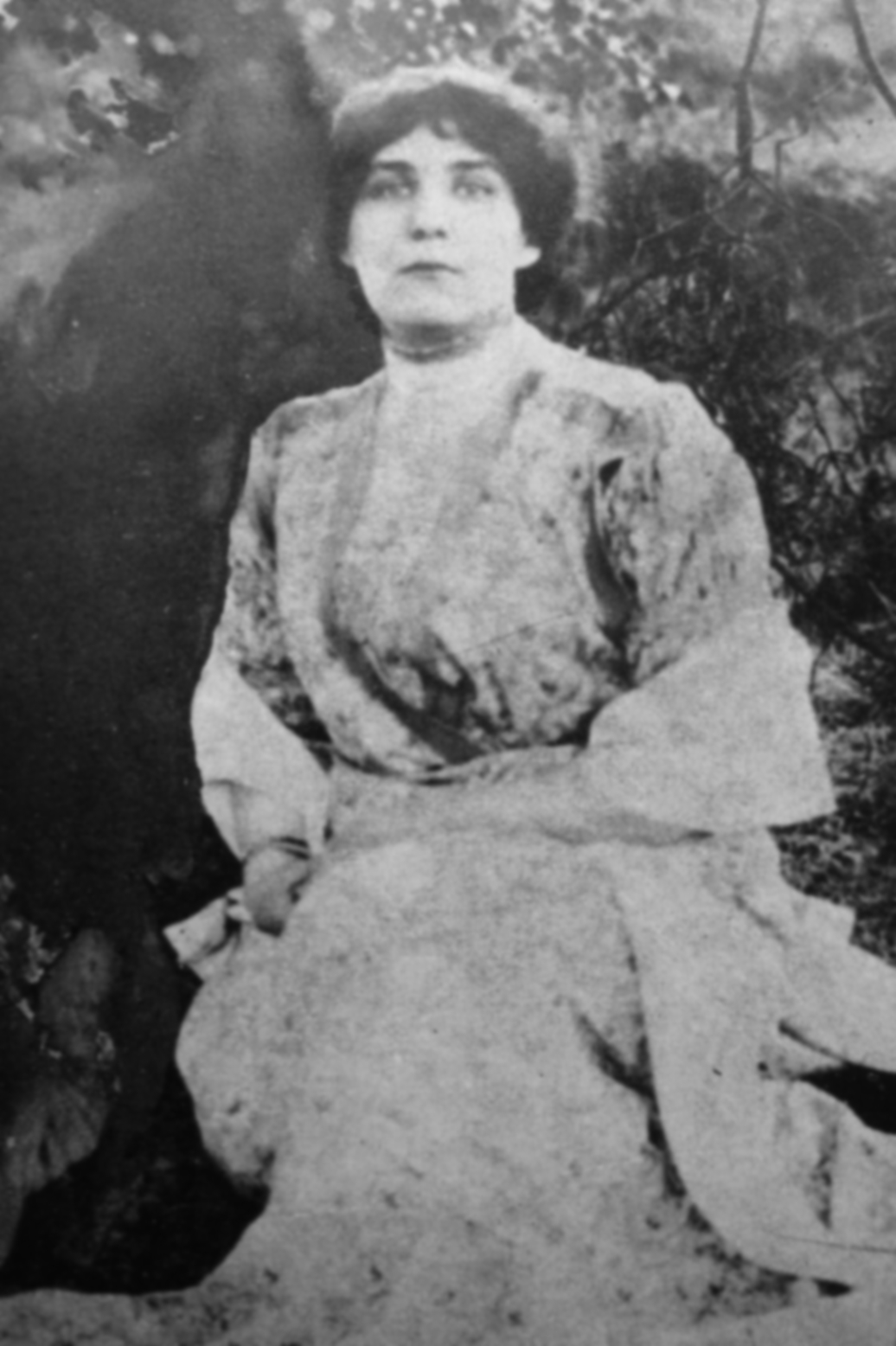
Zofia Nałkowska

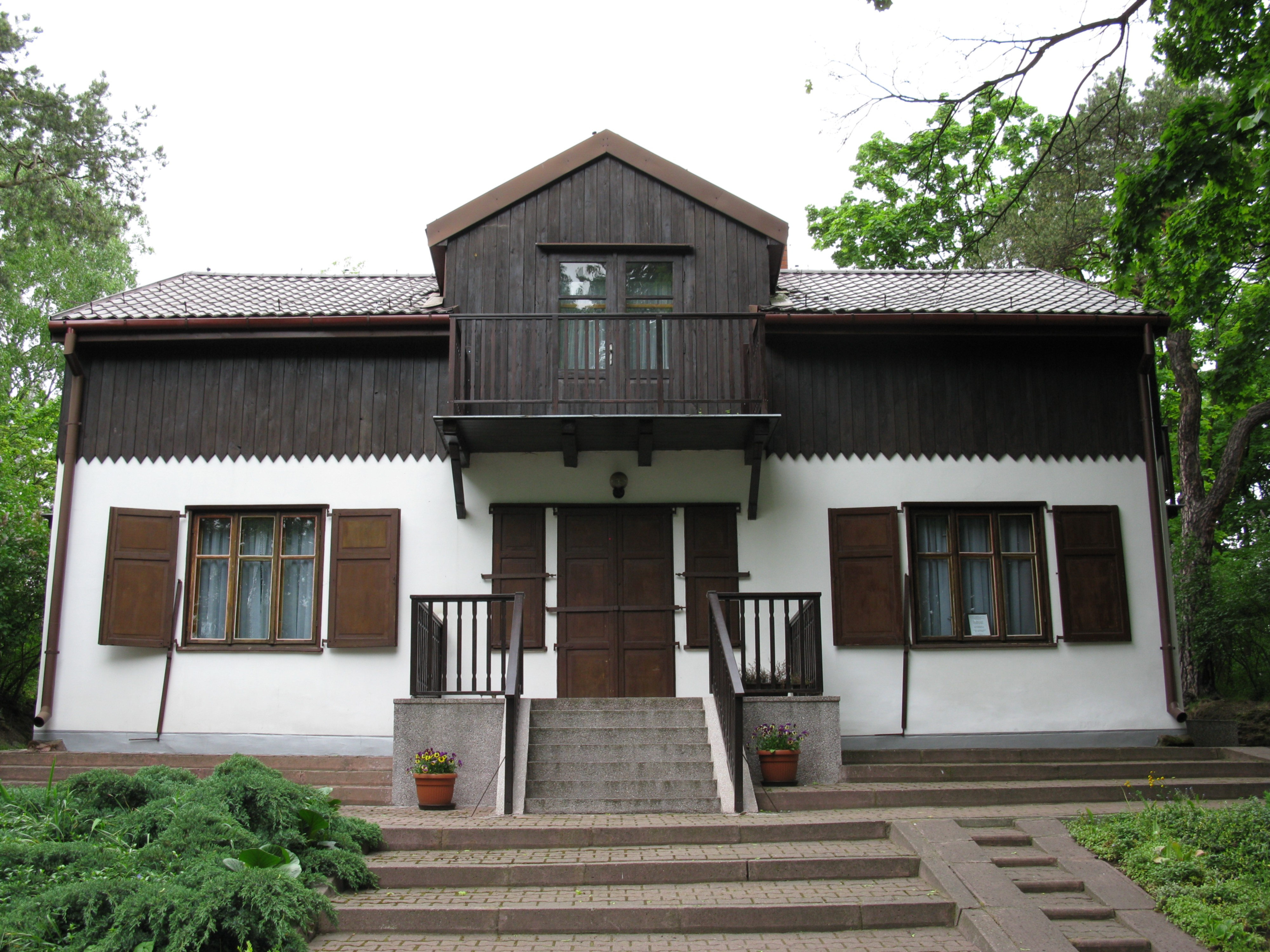
Dom nad Łąkami w Wołominie

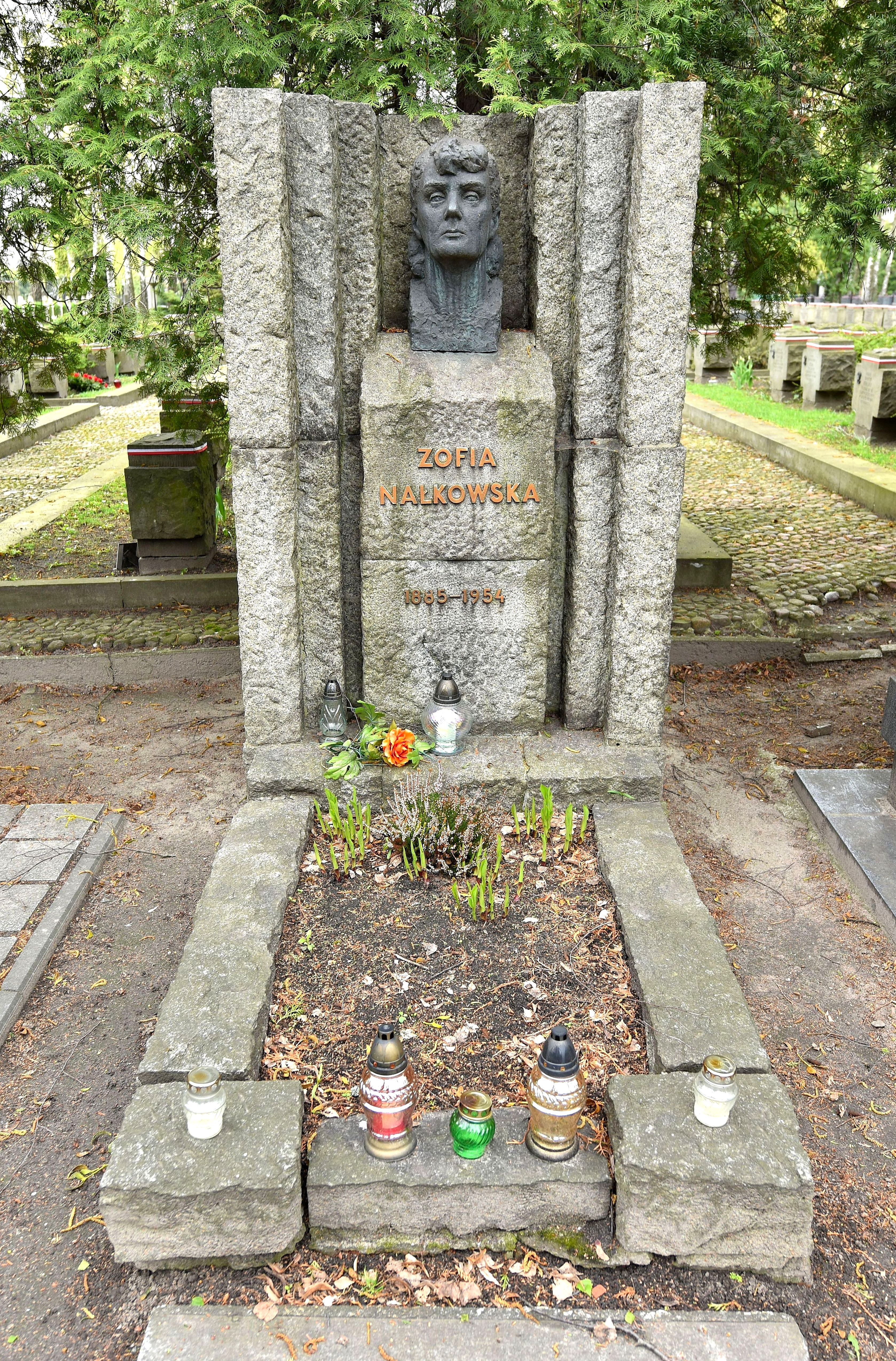
Grób Zofii Nałkowskiej na cmentarzu Wojskowym na Powązkach w Warszawie

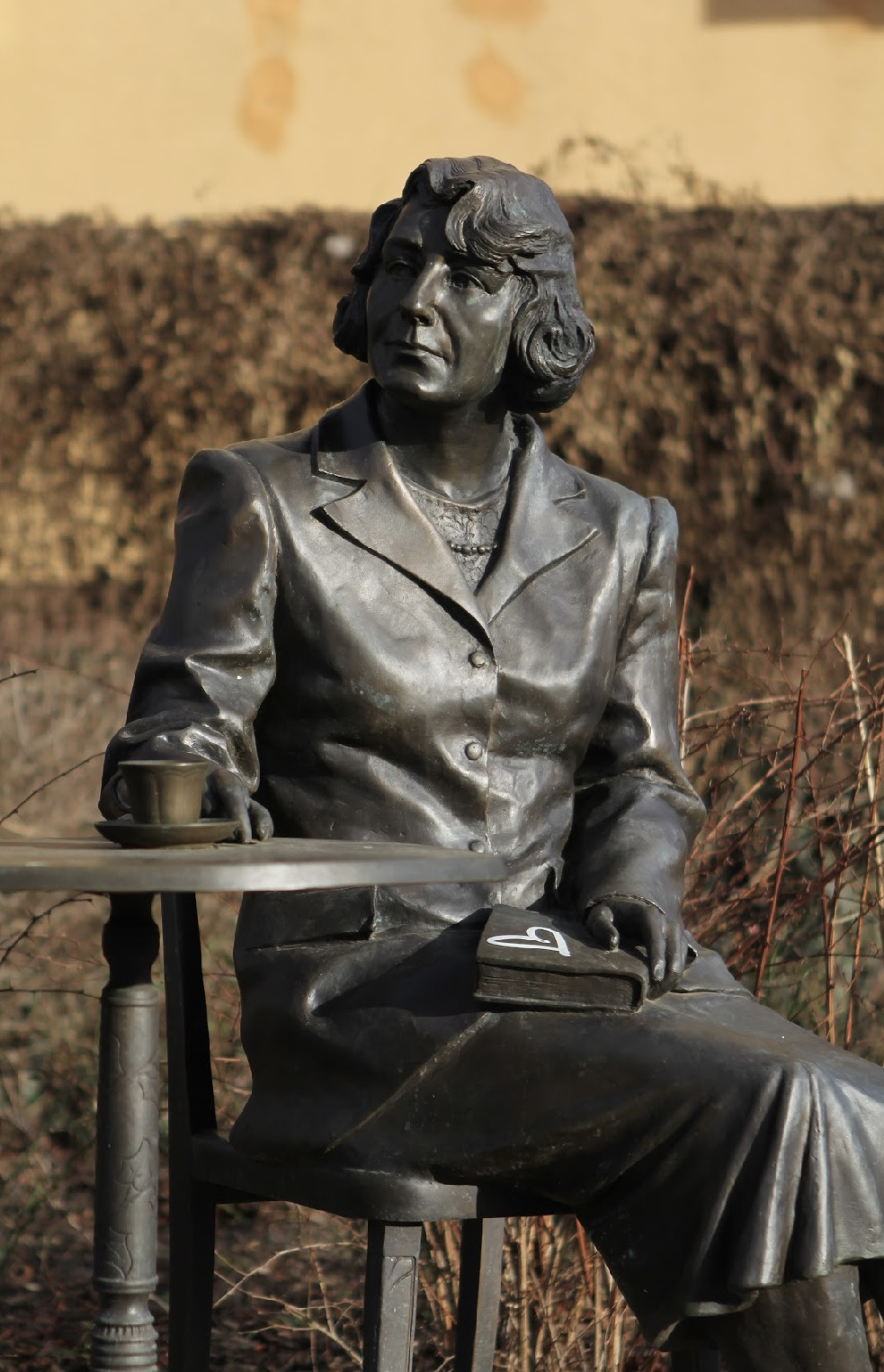
Pomnik Zofii Nałkowskiej w Wołominie

Zofia Nałkowska (ur. 10 listopada 1884 w Warszawie, zm. 17 grudnia 1954 tamże) – polska pisarka, publicystka i dramatopisarka, posłanka do Krajowej Rady Narodowej oraz na Sejm Ustawodawczy i Sejm PRL I kadencji, członkini Polskiego Komitetu Obrońców Pokoju w 1949 roku.
Ukończyła pensję w Warszawie. Studiowała historię, geografię, ekonomię i językoznawstwo na tajnym Uniwersytecie Latającym. Działaczka organizacji kobiecych. Od 1933 członkini Polskiej Akademii Literatury, działaczka PEN Clubu i ZZLP, Towarzystwa Opieki nad Więźniami Patronat, współzałożycielka i członkini grupy literackiej Przedmieście (1933–1937). W latach 1939–1944 współdziałała z podziemiem kulturalnym. W latach 1945–1947 posłanka do Krajowej Rady Narodowej, w latach 1947–1952 posłanka do Sejmu Ustawodawczego (bezpartyjna), działaczka Głównej Komisji Badania Zbrodni Niemieckich w Polsce Oddział Łódzki, redaktorka tygodnika „Kuźnica”.
Zadebiutowała w 1898 na łamach „Przeglądu Tygodniowego” jako poetka. W 1906 ogłosiła powieść Kobiety.

## Życiorys
Jej pełne nazwisko to Zofia Gorzechowska, primo voto Rygier, z domu Nałkowska. Urodziła się w 1884 w Warszawie. Jej ojciec, Wacław Nałkowski, pochodził z Nowodworu koło Lubartowa i był geografem, jej matka Anna (z domu Šafránková) pochodziła z Moraw, a młodsza siostra Hanna Nałkowska była rzeźbiarką. Ukończyła prywatną pensję i tajny Uniwersytet Latający. Największą część swojej szerokiej wiedzy zyskała dzięki samokształceniu.
Zofia Nałkowska była dwukrotnie zamężna. Jej pierwszym mężem był publicysta i pedagog Leon Rygier (1875–1948). Poślubiła go w 1904, przy czym oboje państwo młodzi, chcąc ułatwić sobie ewentualny rozwód w przyszłości, przeszli na kalwinizm. Małżeństwo rozpadło się około 1909, choć rozwód przeprowadzili dopiero w 1918. Jej drugim mężem, w latach 1922–1929, poślubionym 25 czerwca w kościele ewangelicko-reformowanym w Warszawie był Jan Jur-Gorzechowski, bojownik Organizacji Bojowej PPS, w okresie międzywojennym pułkownik Wojska Polskiego – dowódca żandarmerii, następnie dowódca Straży Granicznej i generał brygady.
Nałkowska mieszkała w Wołominie, w Kielcach (gdzie w latach 1906–1907 współuczestniczyła w przygotowywaniu tygodnika postępowo-demokratycznego „Echa Kieleckie”, publikując w nim kilka nowel i przekładów, a także poruszając kwestię kobiecą), Krakowie, Grodnie i niedaleko Wilna. W okresie międzywojennym pracowała dla polskiego rządu, w Biurze Propagandy Zagranicznej. Po powrocie do Warszawy w 1926 roku prowadziła salon literacki, podróżowała po Europie. W 1933 roku weszła w skład zespołu literackiego Przedmieście.
W 1935 wyprowadziła się z kamienicy Juliusza Ostrowskiego przy ul. Marszałkowskiej 4 i wraz z matką zamieszkała przy ul. Podchorążych 101 (współcześnie ul. Gagarina 33). W czasie okupacji niemieckiej razem z siostrą Hanną prowadziła tam sklepik z wyrobami tabacznymi.
Przez lata była wiceprezeską polskiego PEN-Clubu, działała w Zarządzie Głównym Związku Literatów Polskich, była posłanką na Sejm Ustawodawczy. W 1949 roku była delegatką Krajowej Rady Obrońców Pokoju na Kongres Obrońców Pokoju w Paryżu. W listopadzie 1949 została członkinią Ogólnokrajowego Komitetu Obchodu 70-lecia urodzin Józefa Stalina.
Brała udział w pracach Międzynarodowej Komisji do Badania Zbrodni Hitlerowskiej w Polsce – efektem tej działalności były Medaliony – zbiór opowiadań dokumentujących czas II wojny światowej. Pisarka zmarła 17 grudnia 1954 o godzinie 18:00 na skutek wylewu krwi do mózgu. Ostatnie chwile spędziła w lecznicy przy ul. Emilii Plater.
Nałkowska debiutowała jako poetka, mając 14 lat w „Przeglądzie Tygodniowym” z 1898 wierszem Pamiętam. Wiersze swoje zamieszczała w warszawskich czasopismach, m.in. w modernistycznej „Chimerze”. Szybko jednak porzuciła poezję dla prozy. Jej debiut prozatorski przypada na rok 1904, kiedy to ukazała się jej powieść Lodowe pola (pierwsza z trylogii Kobiety) drukowana w Prawdzie. Od połowy pierwszej dekady XX wieku publikowała swoje powieści – Kobiety, Książę. Ich tematyka była silnie związana z nurtem młodopolskim – było to najczęściej teoretyzowanie na tematy niemające bliższych związków z rzeczywistym życiem. Z czasem jednak autorka zaczęła coraz większą wagę przywiązywać do strony psychologicznej człowieka, do ludzkich uczuć w różnych sytuacjach życiowych. Momentem zwrotnym w twórczości pisarki był czas I wojny światowej.

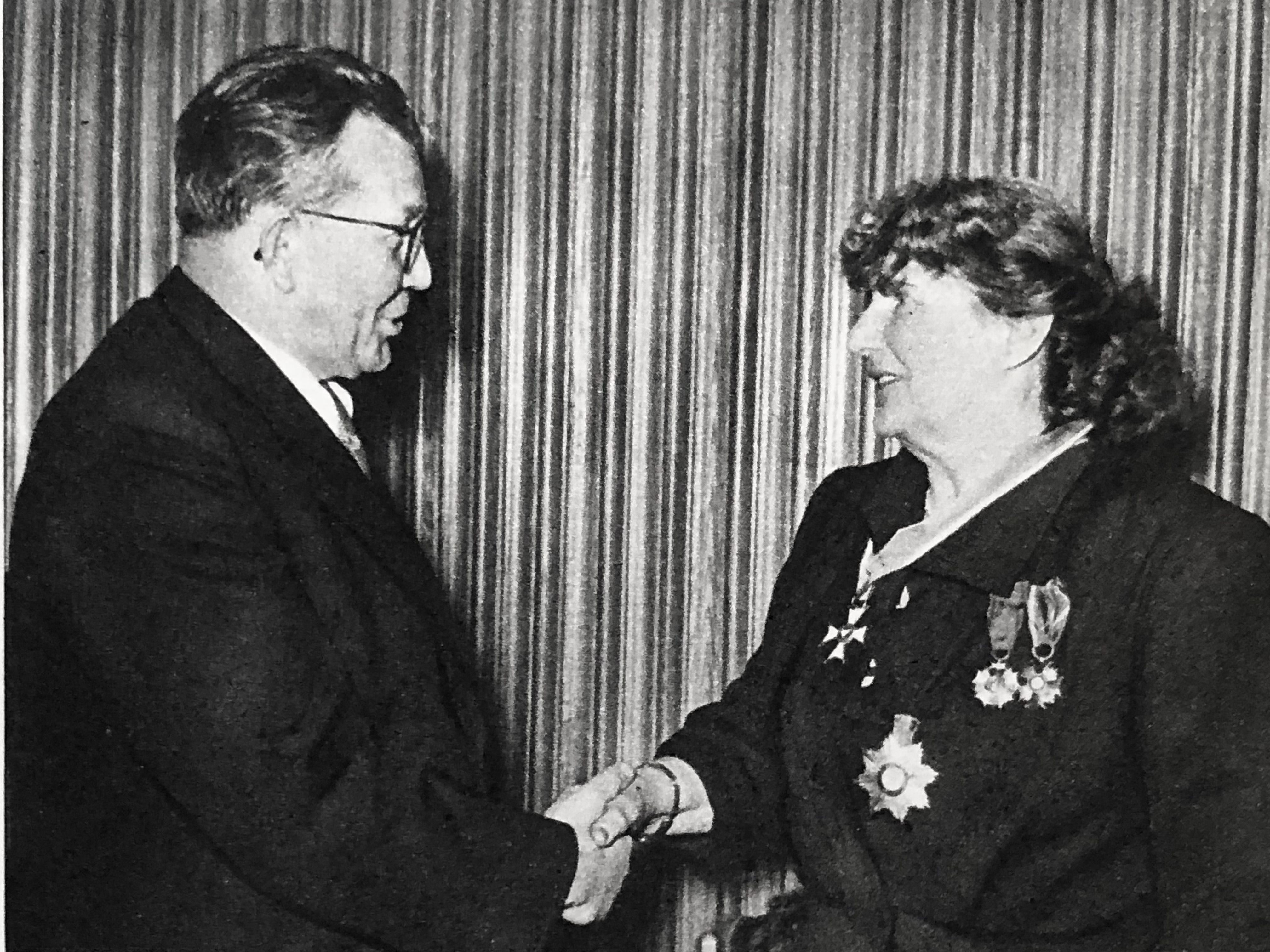
Minister kultury i sztuki Stefan Dybowski wręcza Zofii Nałkowskiej Krzyż Komandorski z Gwiazdą Orderu Odrodzenia Polski z okazji 50-lecia pracy artystycznej, Warszawa 1952

Szczególne dążenie do poznania psychiki ludzkiej ujawniła Nałkowska w Charakterach, cyklu szkiców, które kontynuowane były przez wiele lat – pierwsze ukazały się w 1922, kolejne w 1948.
Autorka została nagrodzona wieloma wyróżnieniami. Za swoje najsłynniejsze dzieło okresu międzywojennego – Granicę (główny bohater: Zenon Ziembiewicz) – otrzymała w 1935 Państwową Nagrodę Literacką. Przyznano jej też podobną nagrodę w 1953. Otrzymała też Złoty Wawrzyn Akademicki Polskiej Akademii Literatury.
Została pochowana z pełnymi honorami państwowymi 21 grudnia 1954 w Alei Zasłużonych na cmentarzu Wojskowym na Powązkach (kwatera A24-tuje-13). Przed pogrzebem trumna z jej ciałem była wystawiona na widok publiczny w Sali Kolumnowej Ministerstwa Kultury i Sztuki. W uroczystościach uczestniczyli m.in. przewodniczący Rady Państwa Aleksander Zawadzki, premier Józef Cyrankiewicz, członkowie Biura Politycznego KC PZPR Edward Ochab i Jakub Berman, zastępca przewodniczącego Rady Państwa Wacław Barcikowski, sekretarz Rady Państwa Marian Rybicki oraz minister kultury i sztuki Włodzimierz Sokorski. Warty przy grobie pisarki pełnili pisarze: Władysław Broniewski, Maria Dąbrowska, Pola Gojawiczyńska, Kazimierz Brandys, Stanisław Ryszard Dobrowolski, Wojciech Żukrowski, Julian Stryjkowski, Tadeusz Breza, Kazimierz Koźniewski, Kazimierz Korcelli, Jan Parandowski. Nad otwartą mogiłą przemówił minister kultury i sztuki Włodzimierz Sokorski.

## Upamiętnienie
Decyzją Międzynarodowej Unii Astronomicznej jeden z kraterów na Wenus został nazwany Nałkowska, a w Lublinie (na Wrotkowie) upamiętniono jej nazwisko w nazwie spółdzielni mieszkaniowej (Spółdzielnia Mieszkaniowa im. Wacława i Zofii Nałkowskich), w nazwie osiedla mieszkaniowego (Osiedle Nałkowskich) i ulicy (ul. Nałkowskich). W nazwie innej ulicy w tej samej dzielnicy upamiętniono jej ważne dzieło Medaliony (ul. Medalionów). W Lublinie również powstało liceum nazwane jej imieniem (VIII Liceum Ogólnokształcące im. Zofii Nałkowskiej). W różnych miastach i wsiach Polski znajdują się ulice nazwane jej imieniem i nazwiskiem.
W Wołominie znajduje się Muzeum im. Zofii i Wacława Nałkowskich.
10 listopada 2019 na rogu ul. Kościelnej i Legionów w Wołominie została odsłonięta Ławka Zofii Nałkowskiej.
10 października 2020 w Tychach odsłonięto malarsko-ceramiczny mural przedstawiający wizerunek pisarki. Praca Marty Piróg-Helińskiej i Marka Greli umieszczona została elewacji budynku przy ul. Nałkowskiej.

## Twórczość

### Powieści
- 1906: Kobiety (pierwsza część, Lodowe pola, opublikowana została w Prawdzie już w 1904)
- 1907: Książę (powieść będąca dalszym ciągiem Kobiet)
- 1909: Rówieśnice
- 1911: Narcyza
- 1911: Noc podniebna (nowela, ale wydana osobno)
- 1914: Węże i róże
- 1920: Hrabia Emil
- 1922: Na torfowiskach – pierwsza, niepełna wersja Domu nad łąkami
- 1923: Romans Teresy Hennert
- 1925: Dom nad łąkami (powieść autobiograficzna, opisująca dom dzieciństwa pisarki w Wołominie koło Warszawy)
- 1927: Choucas
- 1928: Niedobra miłość
- 1935: Granica
- 1938: Niecierpliwi
- 1948: Węzły życia
- 1953: Mój ojciec

### Dramaty
- 1930: Dom kobiet
- 1931: Dzień jego powrotu
- 1935: Renata Słuczańska (na podstawie powieści Niedobra miłość)

### Zbiory nowel, opowiadań i szkiców
- 1909: Koteczka, czyli białe tulipany
- 1914: Lustra
- 1915: Między zwierzętami
- 1917: Tajemnice krwi
- 1922: Charaktery
- 1925: Małżeństwo
- 1927: Księga o przyjaciołach (wraz z M.J. Wielopolską)
- 1931: Ściany świata
- 1946: Medaliony
- 1948: Charaktery dawne i ostatnie
- 1957: Widzenie bliskie i dalekie

### Dzienniki
- Dzienniki czasu wojny – pisane w latach II wojny światowej, wydane w 1970. Wydanie II poprawione i uzupełnione: wyd.: Czytelnik, Warszawa 1972 (Wstęp, opracowanie i przypisy Hanna Kirchner).
- Tom 1 – pisane w latach 1899–1905, wyd.: Czytelnik, Warszawa 1975 (wstęp, opracowanie i przypisy Hanna Kirchner)
- Tom 2 – pisane w latach 1909–1917, wyd.: Czytelnik, Warszawa 1976 (wstęp, opracowanie i przypisy Hanna Kirchner)
- Tom 3 – pisane w latach 1918–1929, wyd.: Czytelnik, Warszawa 1980 (wstęp, opracowanie i przypisy Hanna Kirchner)
- Tom 4 – pisane w latach 1930–1939, cz. 1 i 2: wyd.: Czytelnik, Warszawa 1988 (wstęp, opracowanie i przypisy Hanna Kirchner)
- Tom 5 – pisane w latach 1940–1944, wyd.: Czytelnik, Warszawa 1996 (wstęp, opracowanie i przypisy Hanna Kirchner)
- Tom 6 – pisane w latach 1945–1954, cz. 1 i 2: wyd.: Czytelnik, Warszawa 2000; cz. 3: wyd.: Czytelnik, Warszawa 2001 (wstęp, opracowanie i przypisy Hanna Kirchner)

Rękopis Dziennika, obejmującego lata 1899–1954, znajduje się w Bibliotece Narodowej. Składa się z 58 zeszytów. W 1993 został wraz z Archiwum Zofii Nałkowskiej zakupiony przez Bibliotekę Narodową od kuzyna pisarki, Tadeusza Wróblewskiego. Od 2024 rękopis prezentowany jest na wystawie stałej w Pałacu Rzeczypospolitej.

## Odznaczenia i wyróżnienia
- Krzyż Wielki Orderu Odrodzenia Polski (pośmiertnie, 20 grudnia 1954)[19]
- Krzyż Komandorski z Gwiazdą Orderu Odrodzenia Polski (1952)[20]
- Krzyż Oficerski Orderu Odrodzenia Polski (1930)[21]
- Order Sztandaru Pracy I klasy (1949)[22]
- Złoty Krzyż Zasługi (1946)[23]
- Medal 10-lecia Polski Ludowej (1954, pośmiertnie)[24]
- Złoty Wawrzyn Akademicki (1936)
- Nagroda państwowa I stopnia za całokształt twórczości literackiej w związku z 50-leciem twórczości[25].
- Państwowa nagroda literacka – dwukrotnie (1935 za Granicę, 1953 za całokształt twórczości)
- Nagroda Miasta Łodzi (1929) za całokształt działalności na polu literatury[26].